# Affare Tanner
L'affare Tanner (in tedesco Tannerhandel) fu un crisi politico-religiosa fra gli appena formati cantoni svizzeri di Appenzello Interno e Appenzello Esterno, avvenuto tra il 1598 e il 1599.

## Storia
Il nome proviene da Konrad Tanner, Landamano di Appenzello Interno che fu il protagonista della vicenda. Basandosi sull'atto di scissione del 1597, Appenzello Esterno ordinò l'applicazione del principio di maggioranza nelle questioni religiose e costrinse i cattolici a scegliere se convertirsi o lasciare il cantone. Politici di spicco di Appenzello Interno attorno a Tanner, appoggiati dal principe abate di San Gallo e dai sette cantoni cattlici, impugnarono questa decisione malgrado Appenzello Interno dal canto suo avesse già espulso i riformati dieci anni prima.
Per Appenzello Esterno si trattava di una questione di parità di trattamento e di rispetto dell'autonomia ottenuta nel 1597, mentre l'opposizione di Appenzello Interno affondava le radici nel fervore confessionale e in un'accettazione ancora solo parziale dell'indipendenza dell'altra metà del cantone. Sostenute da una decisione della Landsgemeinde del 6 maggio 1599, le autorità di Appenzello Esterno riuscirono infine a imporre la loro posizione di fronte alla Dieta federale.